# Tata Steel-toernooi 2021
Het Tata Steel-toernooi 2021 vond plaats van 16 t/m 31 januari 2021 in het Nederlandse Wijk aan Zee. Het toernooi was dat jaar niet lijfelijk te volgen, maar wel online. Het Tata Steel-toernooi wordt jaarlijks georganiseerd en is vernoemd naar de staalproducent Tata Steel, omdat dat de hoofdsponsor van het toernooi is.
Fabiano Caruana was titelverdediger en verder was ook zevenvoudig winnaar en regerend wereldkampioen Magnus Carlsen aanwezig. Vanwege de Coronapandemie was er alleen een veertien schakers tellende Masters-groep en waren de Challengers-groep en de wedstrijden voor amateurs afgelast. Ook was er geen publiek aanwezig. Daarnaast vonden er geen uitstapjes meer plaats naar andere speellocaties en werden alle wedstrijden gespeeld in sporthal De Moriaan, de speelhal in Wijk aan Zee.
Het toernooi werd gewonnen door Jorden van Foreest die na beslissingspartijen zijn landgenoot Anish Giri versloeg. Beide blitz-partijen (5 minuten bedenktijd en 3 seconde extra tijd per zet) eindigden in een remise waarna een armageddon-partij uitkomst moest brengen. Van Foreest won de toss en koos voor de zwarte stukken met een minuut minder. Giri moest winnen, maar kwam in tijdproblemen en moest opgeven. Van Foreest werd daarmee de eerste Nederlandse winnaar in 36 jaar na Jan Timman die het – toen nog – Hoogovenstoernooi 1985 won.

## Beslissingspartijen
| Schaker            | Rating | S1 | S2 | Arm. | Totaal |
| ------------------ | ------ | -- | -- | ---- | ------ |
| Jorden van Foreest | 2671   | ½  | ½  | 1    | 2      |
| Anish Giri         | 2764   | ½  | ½  | 0    | 1      |

## Deelnemers en stand
| Nr.    | Speler                 | Rating (WRR) | Punten | SB    | JvF | AG | AJ | FC | AF | MC | PH | AT | NG | JKD | DA | RW | MVL | AD |
| ------ | ---------------------- | ------------ | ------ | ----- | --- | -- | -- | -- | -- | -- | -- | -- | -- | --- | -- | -- | --- | -- |
| Goud   | Jorden van Foreest     | 2671 (67)    | 8½     | 53    | *   | ½  | ½  | ½  | ½  | ½  | 1  | 1  | 1  | ½   | 1  | ½  | ½   | ½  |
| Zilver | Anish Giri             | 2764 (11)    | 8½     | 52,25 | ½   | *  | ½  | ½  | ½  | ½  | ½  | 1  | 1  | ½   | ½  | 1  | 1   | ½  |
| Brons  | Andrej Jesipenko       | 2677 (60)    | 8      | 49    | ½   | ½  | *  | ½  | ½  | 1  | ½  | 0  | ½  | ½   | 1  | 1  | ½   | 1  |
| Brons  | Fabiano Caruana        | 2823 (2)     | 8      | 48,25 | ½   | ½  | ½  | *  | ½  | ½  | ½  | ½  | ½  | ½   | ½  | 1  | 1   | 1  |
| Brons  | Alireza Firouzja       | 2749 (18)    | 8      | 48    | ½   | ½  | ½  | ½  | *  | 0  | 1  | ½  | ½  | 1   | 1  | ½  | ½   | 1  |
| 6      | Magnus Carlsen         | 2862 (1)     | 7½     | 47,25 | ½   | ½  | 0  | ½  | 1  | *  | ½  | ½  | 1  | ½   | ½  | ½  | 1   | ½  |
| 7      | Pentala Harikrishna    | 2732 (22)    | 6½     | 38,75 | 0   | ½  | ½  | ½  | 0  | ½  | *  | ½  | 1  | ½   | ½  | ½  | ½   | 1  |
| 8      | Aryan Tari             | 2625 (156)   | 6      | 38    | 0   | 0  | 1  | ½  | ½  | ½  | ½  | *  | ½  | ½   | ½  | ½  | ½   | ½  |
| 8      | Nils Grandelius        | 2663 (78)    | 6      | 34    | 0   | 0  | ½  | ½  | ½  | 0  | 0  | ½  | *  | 1   | ½  | ½  | 1   | 1  |
| 10     | Jan-Krzysztof Duda     | 2743 (19)    | 5½     | 35,75 | ½   | ½  | ½  | ½  | 0  | ½  | ½  | ½  | 0  | *   | ½  | ½  | ½   | ½  |
| 11     | David Anton Guijarro   | 2679 (56)    | 5      | 30,75 | 0   | ½  | 0  | ½  | 0  | ½  | ½  | ½  | ½  | ½   | *  | ½  | ½   | ½  |
| 11     | Radosław Wojtaszek     | 2705 (37)    | 5      | 30,75 | ½   | 0  | 0  | 0  | ½  | ½  | ½  | ½  | ½  | ½   | ½  | *  | ½   | ½  |
| 11     | Maxime Vachier-Lagrave | 2784 (5)     | 5      | 29,75 | ½   | 0  | ½  | 0  | ½  | 0  | ½  | ½  | 0  | ½   | ½  | ½  | *   | 1  |
| 14     | Alexander Donchenko    | 2668 (72)    | 3½     | 23    | ½   | ½  | 0  | 0  | 0  | ½  | 0  | ½  | 0  | ½   | ½  | ½  | 0   | *  |